# Amphicorina grahamensis
Amphicorina grahamensis är en ringmaskart som beskrevs av Giangrande, Montanaro och Laurent A.L. Castelli 1999. Amphicorina grahamensis ingår i släktet Amphicorina och familjen Sabellidae. Inga underarter finns listade i Catalogue of Life.